# U-18-Fußball-Europameisterschaft der Frauen 1998
Die 1. U-18-Fußball-Europameisterschaft der Frauen wurde von der Auswahl Dänemarks gewonnen. Es war der bisher einzige Sieg für Dänemark. Das Turnier war das bisher einzige, bei dem keine Endrunde ausgetragen wurde.  Spielberechtigt waren Spielerinnen, die am 1. Januar 1980 oder später geboren wurden. Deutschland konnte sich im Gegensatz zu Österreich und der Schweiz für die K.o.-Runde qualifizieren.

## Modus
Alle gemeldeten Mannschaften wurden auf acht Gruppen aufgeteilt. Die Gruppensieger ermitteln im K.-o.-System den Sieger. Ab dem Viertelfinale wurden alle Runden in Hin- und Rückspiel ausgetragen.

## Finalrunde

### Viertelfinale
|             | Gesamt    |             | Hinspiel | Rückspiel |
| ----------- | --------- | ----------- | -------- | --------- |
| Schweden    | 5:0       | Italien     | 1:0      | 4:0       |
| Niederlande | (a)2:2(a) | Dänemark    | 1:2      | 1:0       |
| Norwegen    | 3:5       | Deutschland | 1:2      | 2:3       |
| Frankreich  | 3:0       | Russland    | 2:0      | 1:0       |

### Halbfinale
|            | Gesamt          |             | Hinspiel | Rückspiel |
| ---------- | --------------- | ----------- | -------- | --------- |
| Dänemark   | 1:0             | Deutschland | 0:0      | 1:0       |
| Frankreich | 2:2 (5:3 i. E.) | Schweden    | 2:0      | 0:2       |

### Finale
|          | Gesamt |            | Hinspiel | Rückspiel |
| -------- | ------ | ---------- | -------- | --------- |
| Dänemark | 4:3    | Frankreich | 2:0      | 2:3       |